# السيفة
السيفة جماعة قروية بإقليم الراشيدية المغربي. تبعد عن بلدية أرفود المغربية ب 10كلم وهي من أهمهم قصور الكلاكلة. التي تشتهر بالنخلات الثلاث.ونواحيه كل من أولاد يحي وألاد حسين .وتتوفر على أبنية بالطين 
وتشتهر بالنخيل، حيت أعطاها العاهل المغربي مشروع غرس مليون نخلة بواحة تافيلالت.